# 20 złotych wzór 1989
20 złotych wzór 1989 – moneta dwudziestozłotowa, wprowadzona do obiegu 28 grudnia 1988 zarządzeniem prezesa Narodowego Banku Polskiego z 10 grudnia 1988 roku (M.P. z 1988 r. nr 35, poz. 325), wycofana z dniem denominacji z 1 stycznia 1995 roku, rozporządzeniem prezesa Narodowego Banku Polskiego z dnia 18 listopada 1994 r. (M.P. z 1994 r. nr 61, poz. 541).
Monetę bito w latach 1989 i 1990.

## Awers
W centralnym punkcie umieszczono godło – orła bez korony, poniżej rok bicia, pod łapą orła znak mennicy w Warszawie, dookoła napis „POLSKA RZECZPOSPOLITA LUDOWA”.

## Rewers
Na tej stronie monety znajduje się napis „20 ZŁOTYCH”.

## Nakład
Mennica Państwowa biła monetę w miedzioniklu MN25 na krążku o średnicy 24 mm, masie 5,65 grama, według projektów:
- Stanisławy Watróbskiej-Frindt (awers) i
- Ewy Tyc-Karpińskiej (rewers).

Nakłady monety w poszczególnych latach przedstawiały się następująco:
| Rocznik         | Nakład (sztuk) | Uwagi                                                           |
| --------------- | -------------- | --------------------------------------------------------------- |
| 20 złotych 1989 | 95 974 000     | istnieją monety wybite stemplem lustrzanym1 (nakład 5000 sztuk) |
| 20 złotych 1990 | 104 712 000    | istnieją monety wybite stemplem lustrzanym (nakład 5000 sztuk)  |

gdzie: 1 – bicia stemplem lustrzanym wykonano w Mennicy Państwowej na początku lat 90. XX w. w ramach emisji zestawów rocznikowych monet PRL z lat 1979, 1980, 1981, 1982, 1986, 1987, 1988, 1989, 1990

## Opis
Moneta zastąpiła dwudziestozłotówkę wzór 1984. Redukcji uległy średnica oraz masa monety.
Ikonografia rewersu w swojej stylizacji nawiązuje do dziesięciozłotówek wzór 1984 i 1989, jak również do pięćdziesięciozłotówki 1990 i stuzłotówki 1990.
Moneta z roku 1990, mimo zmiany z dniem 1 stycznia 1990 r. nazwy państwa na Rzeczpospolita Polska i godła na orła w koronie, miała stary awers, a więc z napisem „POLSKA RZECZPOSPOLITA LUDOWA” oraz orła bez korony.

## Wersje próbne
Istnieje wersja tej monety należąca do serii próbnej w niklu (1989) z wypukłym napisem „PRÓBA”, wybita w nakładzie 500 sztuk. Na rynku można spotkać monety próbne niklowe z różnym kierunkiem napisu „PRÓBA”, z lewej strony do góry lub z góry do lewej strony.
W katalogach podana jest również informacja o istnieniu wersji próbnych technologicznych w miedzioniklu z napisem „PRÓBA” oraz mosiądzu bez napisu „PRÓBA”, obydwie w nieznanych nakładach. Napis „PRÓBA” na monetach miedzioniklowych może mieć różną wysokość liter, jak również i kierunek, podobnie jak w przypadku wersji niklowej.